# بروين لنغة (شبخوسلات)
بروین لنغة (بالفارسية: پروین لنگه) هي قرية تقع في إيران في قسم شبخوسلات الريفي. يقدر عدد سكانها بـ 309 نسمة بحسب إحصاء 2016.